# Savoia-Marchetti S.M.87

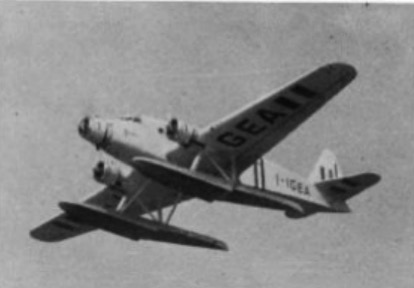
L'SM.87 in volo

Il Savoia-Marchetti S.M.87 è stato un idrovolante trimotore monoplano ad ala bassa a sbalzo, utilizzato per il trasporto passeggeri, esso venne costruito, in soli quattro esemplari, dalla Savoia Marchetti all'inizio degli anni 40.

## Storia del progetto
Era la versione idrovolante del Savoia-Marchetti S.M.75, progettato e realizzato in 5 esemplari per la compagnia argentina Corporacion Sud-Americana de Transportes Aereos. Inizialmente era previst l'impiego di motori Pratt-Whitney SC3G Twin Wasp da 1 050 hp, ma una volta che non venne completato l'accordo di vendita con la compagnia argentina, per motivi politici, furono montati nel 1940 i motori italiani Fiat A.80 RC.41 e ne vennero costruiti solo quattro più un quinto, alla fine utilizzato per ottenere pezzi di ricambio.
Il velivolo non aveva le capacità militari del più performante CANT Z.506: infatti, era meno stabile in volo e necessitava di un lungo decollo; pertanto esso venne utilizzato, in virtù delle sue buone capacità di carico utile, come aereo da trasporto da parte del Comando Servizi Aerei Speciali e quindi dal Nucleo Comunicazioni Ala Littoria.
I quattro esemplari furono costruiti e consegnati entro il maggio 1941; tutti entrarono in servizio sulla rotta Roma-Cagliari-Barcellona insieme agli altri aerei del Nucleo Comunicazioni Ala Littoria.
Nessuno di questi partecipò ad azioni belliche, solamente il velivolo immatricolato M.M. I-INNO, nel maggio 1943, subì un attacco aereo che lo danneggiò fermandolo fino a dopo l'armistizio annunciato l'8 settembre 1943. Successivamente fu rimesso in funzione e trasportato a Marsala Stagnone; poco dopo venne preso in carico dall'Aeronautica Cobelligerante Italiana e trasferito nella sede del Raggruppamento Idrovolanti con il 2º Gruppo Autonomo Idrovolanti, di stanza a Brindisi.
Altri tre velivoli, invece, su ordine della Direzione dell'Ala Italiana, dopo l'8 settembre furono trasferiti a Venezia, dove vennero requisiti dai tedeschi, perdendosene le tracce.
L'SM.87 è stato l'idrovolante più grande che ha svolto servizio regolare di linea durante il periodo bellico.

## Tecnica

### Cellula
Il SM.87 è stato un idrovolante trimotore monoplano ad ala bassa a sbalzo, costruito con tecnica mista: la struttura era in acciaio a traliccio, con coperture in tela e compensato.
Strettamente derivato dal SM.75, è stato il più grande idrovolante italiano in servizio durante la seconda guerra mondiale. Venne costruito come era consuetudine nel periodo dalla Savoia Marchetti con tecnica mista legno e metallo. Le ali rastremate in pianta e in sezione avevano tre longheroni in legno ed erano rinforzate da elementi in metallo; alettoni ed ipersostentatori erano anch'essi a legno. I piani di coda, simili a quelli dei SM.75, S.M.73 e S.M.81, erano a sbalzo in legno con le parti mobili rivestite in tela o pannelli metallici in lega.
Le ali, al loro interno, avevano tre coppie di serbatoi carburante provvisti di diaframmi.

### Motore
In un primo tempo vennero previsti 3 Pratt-Whitney SC3G Twin Wasp da 1 050 hp, ma per il fallimento dell'accordo commerciale con la Compagnia Argentina questi non vennero utilizzati.
In un primo tempo si pensò di utilizzare gli Alfa Romeo 135 R.C.32 motori radiali aeronautici a 18 cilindri doppia stella da 1 270 CV (934 kW, potenza normale al suolo); ma questo motore all'epoca era molto lontano da una affidabilità sufficiente; per tanto alla fine si optò per i collaudati Fiat A.80 RC.41 radiali da 1 000 CV (552 kW), sufficientemente potenti per il pesante velivolo ma soprattutto affidabili. Cosa che venne confermata dalla vita operativa dei quattro velivoli costruiti.
Le eliche tripale erano del tipo traente e destrose.

### Sistemi e impianti

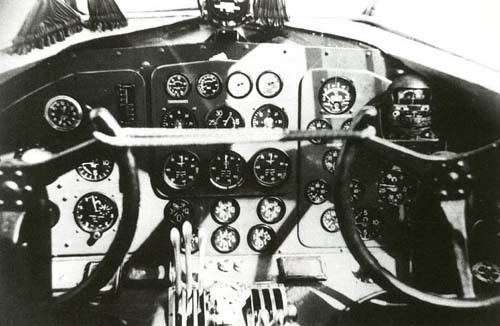
Il cockpit del SM.87

I galleggianti erano metallici e uniti alla fusoliera con puntoni metallici carenati collegati a correntini di irrigidimento anch'essi metallici. La cabina di pilotaggio aveva i doppi comandi con posto per il marconista e per il motorista alle spalle dei piloti. La cabina passeggeri era prevista per 20-24 passeggeri a seconda del carburante imbarcato. Il compartimento bagagli era realizzato nella parte inferiore della fusoliera e ne occupava tutta la lunghezza. Il rivestimento della fusoliera era in lega leggera a prua e sotto la fusoliera in corrispondenza dei galleggianti, mentre il resto della fusoliera era rivestita in tela e compensato.

## Impiego operativo

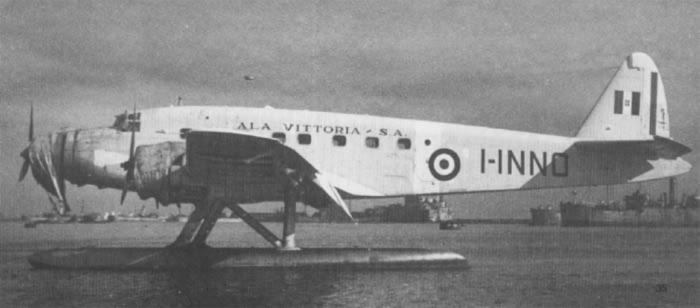
L' SM.87 con marche I-INNO a Brindisi, con evidenti tracce della vecchia livrea dell'Ala Littoria

Abitualmente i quattro velivoli operarono fino all'armistizio sulla rotta Roma-Cagliari-Roma effettuata in ogni tratta in 2 h e 15 min di volo. Talvolta sulla rotta Roma-Cagliari-Pollenza effettuata in 3 ore e 50 min di volo.
Negli ultimi mesi prima dell'armistizio del 1943, la rotta venne spostata sulla più sicura Roma-Olbia-Roma; ciò nonostante il 20 maggio del 1943 il velivolo con marche I-INNO venne attaccato poco prima dell'arrivo ad Olbia da un Bristol Beaufighter. Nello scontro aereo il pilota riuscì ad evitare l'abbattimento manovrando nei tre assalti del nemico, ma riportò seri danni al motore centrale e subì anche la perdita di tre passeggeri dei 24 a bordo. Questo velivolo finì a Brindisi incorporato nell'Aeronautica Cobelligerante Italiana. Gli altri invece furono requisiti dai tedeschi dopo l'8 settembre 1943.

## Utilizzatori
Germania
- Luftwaffe (esemplari requisiti: M.M. I-IGOR, I-ILLA e I-IGEA)

 Italia
- Ala Littoria
- Aeronautica Cobelligerante Italiana (M.M. I-INNO)